# 倫斯泰特大馬路
倫斯泰特大馬路（葡萄牙語：Av. Sir Anders Ljungstedt）是一條位於澳門半島大堂區的路段。北起仙德麗街、聖德倫街、飛南第街、科英布拉街、波爾圖街、柏嘉街之交界，至孫逸仙大馬路止，全長465米，寬度14米。

## 由來

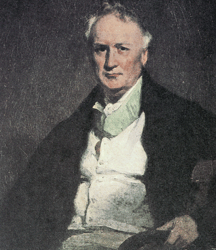
瑞典商人、澳門歷史學家——倫斯泰特（有譯龍思泰）

龍思泰（1759年——1835年）生於瑞典林雪平，於在烏普薩拉大學就讀後，於在1784年遠赴沙俄並在那裡從事教育領域。從沙俄回來後，被政府聘請做起一名俄語翻譯者，也曾為古斯塔夫三世訪問沙俄時幫忙翻譯的人士。過了翻譯者的生涯，他於在1815年到瑞典東印度公司裡工作，而最後被分配到澳門來度過餘生。在澳門，他成為一名商人，但也有幸成為瑞典第一個駐華領事。
龍思泰在澳門的期間，間接啟發他對澳門歷史的興趣，並開始研究澳門豐厚的歷史，因此，他寫了第一本關於澳門歷史的英文書「早期澳門史」。而在這本書，他駁斥葡萄牙人聲稱明朝政府已正式割讓澳門說法的西方人。因為自己不是葡萄牙人，也不是中國人，可以站在超民族的地位來寫書籍，因此這本書變成澳門歷史研究者的參考書。
龍思泰也有想回去瑞典，最後他死前都沒有回去瑞典，並定居在澳門，把他的歷史研究一直做到終身。
1835年11月10日，龍思泰在澳門逝世，並葬在澳門基督教墳場。為了紀念他的成就於1851年龍思泰被瑞典授予瓦薩勳章，而瑞典林雪平也有一間學校包含它的名字。在澳門，該條馬路是為了紀念和感謝龍思泰為澳門的成就。
1997年，澳門和林雪平締結成為姊妹城市，第1個原因是為了發展友好合作交流，第2個原因是為了紀念龍思泰和其他瑞典人的成就。
龍思泰生前捐資故鄉林雪平，創建一所學校，專供窮人家庭兒女們上學。他不但捐出自己的大部分財產，還將先於他去世的妻子和弟弟的財產全部捐給該所學校。